# سقوط مملكة وو الشرقية
كان غزو مملكة وو الشرقية حملة عسكرية شنّتها أسرة جين الغربية ضد أسرة وو الشرقية عام 280 م في نهاية فترة الممالك الثلاث (220-280) في الصين. اختتمت الحملة بسقوط وو الشرقية وإعادة توحيد الصين تحت حكم أسرة جين الغربية.

## البداية
بعد وفاة سون تشوان المؤسس لمملكة وو في 254 خلفه إبنه سون ليانغ الذي قُتل على يد سون شيو ابن عمه وبعد وفاة سون شيو خلفو سون هاو الإمبراطور الطاغية عند شعب وو
وكانت أنظار الإمبراطور سيما يان تتجه لتوحيد البلاد خصوصا أن مملكة شو لم تعد موجودة بعد أن شن والده سيما زاو رئيس وزراء واي حملة أدت لسقوط مملكة شو هان
كان إمبراطور وو سون هاو غير مبالي بالغزو المرتقب من جين ولم يجهز لصد هذا الهجوم بل كان أكثر قسوة من سون تشوان نفسه وتسبب هذا في قيام الكثير من الثورات ضدهفي تشجيانغ وقواندونغ حاليا
وقد رفض سون هاو نصيحة العديد من المسؤولين بتقوية الدفعات والتجهيز لغزو جين بدلا من انتظار جين لتغزو وو لكنه رفض بل وأعدم مايقرب عن 24 مابين جنرالات ومسؤولين بالرغم من أن وو كانت قادرة عسكريا على تحقيق الانتصار بسبب إدارة سون تشوان الجيدة للموارد
وفي هذا السياق أظهرت سلالة جين الإحسان لشعب وو حتى يستسلموا لها خصوصا بعد أن حظي وزراء شو السابقين بتعيينات في البلاط وحتى أن حفيد جوكيه ليانغ جوكيه تجين أصبح وزيرا في بلاط جين وأرسل سيما يان مبعوثين من أجل وقف الحرب ليتقرب بهذا من شعب وو
لك ولكي يضمن إستسلامهم فيما بعد لكن سون هاو عدها علامة على ضعف جين لإن قوة وو أكبر بكثير من جين
بدأ سيما يان الإستعداد لغزو وو في سنة 269 وبدأت فعليا عندما إختار سيما يان ثلاث مناطق ليبدأ منها الهجوم فإختار يانغ هو في منصب جنرال شيانغيانغ وعين الجنرال وي قوان في منصب حاكم تشينغ و عين ابن عمه سيما تشو في منصب حاكم شو
بعد هذا وبناء على توصية من يانغ هو عين الإمبراطور سيمايان الجنرال وانغ جون نائب حاكم سيتشوان في منصب القائد العام للحملة وهو جنرال كان سابقا يخدم تساو بي مؤسس وإمبراطور مملكة واي
وتعهد وانغ جون هذا ببناء قوة بحرية لأسرة جين لإن بحرية وو ربما كانت أقوى بحرية في العالم في ذلك الوقت.
ولرغبة الإمبراطور سيما يان في السرعة في تجهيز السفن وحشد الجند أمر كل جنرال في شو بإخراج 10.000 جندي ففعلوا وأصبح عدد جنود جين المخصصين للحرب 200.000 جندي إلا أن السفن إستغرقت سبع سنوات وإنتهج الجنرال وانغ جون عن بناءه لها أن جعلها ذات أقواس كبيرة وكانت أكبر سفينة تتجاوز 170 متر وتستطيع أن تحمل 2000 جندي
في أكتوبر عام 276 إكتملت الإستعدادات النهائية للغزو
فإقترح الوزير هو جين تاو على الإمبراطور سيما يان شن الهجوم فقبل في البداية لكنه تأخر بسبب اندلاع تمرد قبائل شيانبي شمالا فييوليو عام 276 تم تعيين جنرالات لدعم الهجوم القريب على وو فعين وانغ هونغ في منصب جنرال مساعد وعين سيما لينغ كجنرال داعم و تم تعيين هو جين مسئولا عن الشؤون العسكرية لنهر اليانغتسي و بعد وفاة يانغ هو الجنرال العام الأول تم تعيين دو يو كجنرال عام على الجنوب
بالمقارنة مع إستعدادت جين الكبيرة لم يقم سون هاو إمبراطور وو بأي شيء للدفاع وذات مرة سقطت قطعة خشبية من موقع بناء جين للسفن فتدفقت عبر النهر فإلتقطها جنود وو وعندما أرسلت للإمبراطور سون هاو لتقدم له كدليل على الهجوم تجاهل هذا الأمر وبعد وفاة لو كانغ ابن لو تشون القائد العام لجيش وو إنقسمت قيادة الجيش بين أبناءه الخمسة فتم تعيين لو يان في منصب قائد القوات البرية و لو جينغ قائدا للبحرية و لو شوان في منصب نائب قائد القوات البرية و لو جون كقائد للحامية المحلية
هذا التقسيم للسلطة أدى لإضعاف وو

## خطة جين
إعتقد الجنرال المسؤول عن الحرب وانغ جون أن الوقت حان لبداية الهجوم في عام 279 لكن كثير من وزراء جين رفضوا فتمكن دو يو وتشانغ هاو بإقناع الإمبراطور سيما يان ببدء الحرب فوافق وكانت إستراتيجية جين وضعت بواسطة يانغ هو قبل وفاته وهي نشر 200.000 جندي للحرب خصوصا أن بحرية جين أصبحت مساوية لبحرية '"دونغ وو'"
لم يتمتع جيش جين بالقوة وكان عليه أن يواجه جيش وو الذي بلغ تعداده 230.000 وخمسة ألاف سفينة بحرية ومع ذلك كانت الروح المعنوية لجيش جين أكبر من نظيرتها في جيش وو خصوصا أن قوات وو كان مبعثرة على طول الحدود فتمكنت جين من التركيز على نقطة واحدة بقيادة وانغ جون الذي سيأتي مهاجما من سيتشوان وربط أيضا الإمبراطور قواته بقيادة سيما شو مع قواته بقيادة وانغ هون لتهديد عاصمة وو جيانكانغ
وبالمقابل كان الإمبراطور سون هاو يعتقد أن جين ضعيفة وأنها ستخسر في أول جولة فإكتفؤ بنشر سلاسل حديدية على طول النهر لمنع سفن جين من التقدم ولم يتم نشر جندي واحد لحراستها
بدأ وانغ جون بقيادة بحرية جين بالهجوم على أسفل نهر اليانغتسي في عام 279 بقوة عددها نحو 70.000 جندي كما بدأ دويو هجومه من شيانغ يانغ في تجينغ تزو في أوائل مارس 280 سيطرة جين على إثر هذا الهجوم على مدينة دانيانغ وبعد السيطرة عليها استمرت جين بقيادة وانغ جون بالتقدم لمقاطعة جانغ شلينغ وهاجموا العوائق الحديدية التي قام وو بوضعها مع ذلك كان وانغ جون قد سيطر بالفعل على معظم جانغ شلينغ وعرف من أسرى وو أين هي أضعف نقطة فأرسل سفن مشتعلة بالنار لقطع السلاسل فتم قطعها وبعد هذا استمر جيش جين بالتقدم
بحلول 20 مارس280 أخذت قوات جين مدن زي لينغ و سيطرت على مقاطعة جينغ من و يادو وتم القبض على معظم جنرالات وو ثم واصل جيش جين التقدم شمال شرق سونغ شي و هزمت قوات وو وخرجت للدفاع عنها خارج الأسوار فأرسل الجنرال دو يو 800 فارس ليلا مع أعلام جين وكانت سونغ تشي أقوى معاقل وو وعندما خرج جيش وو لرؤيتها وقعوا في كمين دو يو فسيطرت جين عليها وقتل حاكمها سون تشن على يد وانغ جون إلأ أن دويو أرسل تقريرا لبلاط جين بأنه تم أسر سون تشن وهو محتجز عند وانغ جون لكن وانغ أرسل للبلاط ينفي هذا فصدقه الإمبراطور
في 4 فبراير 280 أصدر الإمبراطور سيما يان أمر بتعزيز قوة جين بقيادة وانغ جون فأرسل دويو للسيطرة على لينغ لينغ وتم دعم وانغ جون ب70000 من قواته بعد أن يأخد دويو لينغ لينع من أجل احتلال عاصمة وو جيانغ كانغ
بعد هذه الأوامر واصل وانغ جون هجومه فإستسلم منغ تاي قائد جيش وو مع قواته التي تحرس شي بعد هذا تم السيطرة على كثير من المدن دون قتال كبير وإنقسمت قوات وانغ جون قسم يبقى معه وقسم يقوده الجنرال ليو هياو وبدأت هجومها على الجنرال لولانغ وزير دفاع مملكة وو فإستسلم لولانغ بعد هزيمته
وبإستتناء العاصمة جيانغ كانغ و مقاطعة جيان بينغ التي يحرسها الجنرال التابع لسون هاو سقطت جميع أراضي وو بما فيها تجينغ تزو
وفي منتصف فبراير غزا وانغ جون أراضي وو في زويانغ التي تبعد عن عاصمة وو 100كم فقط وقتل أكثر من 60000جندي تابع لوو وأرسل محكمة جين الوزيرليو هونغ لترسيخ السيطرة هناك ومع إستمرار تقدم جين خسرت وو 5000 جندي من قوات النخبة وإغتنم الجنرال جين شويه تنغ هذه الفرصة وقتل أكثر من 5800جندي لوو

### الهجوم على العاصمة
بعد هذه الخسارة الكبيرة التي لحقت وو أمر سيمايان الجنرال وانغ جون بالتقدم نحو عاصمة وو وفوض وانغ هون بهذا لكنه رفض تحت ذريعة أن الإمبراطور يان أمره بحراسة الشاطئ فقط وكان يهدف من هذا أن يعزل الإمبراطور وانغ جون ويكلفه هو بالحرب لكن قوات وانغ جون البالغ تعددها 80000 جندي وصلت بالفعل إلى نيوشو في ضواحي جيانكانغ في 30 أبريل فأمر سون هاو بإرسال 10000 جندي لصدهم لكن الجنرال وانغ جون قضى عليهم بحريا وحاول جنرال أخر تابع لوو وهو تاو جون صدهم بقيادة جيش قوي تعداده 20000جندي في محاولة أخيرة للدفاع لكن قواته هزمت و هربت وقتل هو في نفس الليلة
وفي يوم 1 مايو 280 قام الإمبراطور سون هاو بتجريد ملابسه الإمبراطورية وربطها وخرج بها لمعسكر وانغ جون ليستسلم ثم أرسل وانغ يون إلى الإمبراطور يان فوافق ثم وفي ساحة البلاط وبحراسة قوات جين أصدر سون هاو أخر مرسوم إمبراطوري له يطلب فيه من شعب وو ألا ينزعج من سقوط وو وأن يكرس نفسه لخدمة جين
بعدها أمر الإمبراطور سيما يان بنقل سون هاو إلى العاصمة لويانغ بمركبته الإمبراطورية ولكن لم يسمح له بالركوب عليها بل سافر على الأقدام لإنه كان أسير حرب بعد سماع الجنرال يان في جيان بينغ بهذا صدم لكنه إستسلم بعد سماعه بإستسلام جلالته بالرغم من أنه ظل صامدا لمدة عشرة سنوات
شهدت سقوط العاصمة جيان كانغ نهاية فترة الممالك الثلاث وتوحدت البلاد مرة أخرى تحت راية جين ولقد كافأ الإمبراطور سيما يان القادة بسخاء ومن العجيب أن قائد القوات المسلحة جيا شونغ حصل على ضريبة دخل 8000 أسرة بالرغم أنه لم يشارك في الحرب وأعطى الإمبراطور يان كل غنائم العاصمة جيان كانغ لوانغ جون بينما وانغ هون لم يكافئ فكتب غاضبا للحكومة يتهم فيها وانغ جون بسرقة غنائم جيان كانغ فنفى وانغ جون لكن وانغ هوان كانت يده عليا في حكومة جين فقررت الحكومة حبس وانغ جون إلى أن الإمبراطور يان تدخل وقام بمكافأة وانغ هون بسخاء فرضي